# Нововасильевское (Можайский район)
Нововасильевское — деревня в Можайском районе Московской области, в составе сельского поселения Замошинское. Численность постоянного населения по Всероссийской переписи 2010 года — 55 человек. До 2006 года Нововасильевское входило в состав Замошинского сельского округа.
Деревня расположена на западе района, примерно в 9 км к юго-востоку от Уваровки, у истоков речки Еленка (правый приток реки Колочь), у автодороги 46К-1130 Уваровка — Можайск, высота над уровнем моря 244 м. Ближайшие населённые пункты — Храброво на западе и Захаровка на юге.